# 컷어웨이
《컷어웨이》(Cutaway)는 미국에서 제작된 가이 마노스 감독의 2000년 액션, 범죄 영화이다. 톰 베린저 등이 주연으로 출연하였고 애덤 M. 스톤 등이 제작에 참여하였다.

## 출연

### 주연
- 톰 베린저
- 스티븐 볼드윈
- 데니스 로드맨

### 조연
- 맥신 반즈
- 토마스 이안 니콜라스

## 기타
- Line PD: 제프 G. 왁스맨
- Ass-PD: 테드 윌리엄스
- 배역: 로 베이커

## 같이 보기
- 고공침투
- 터미널 스피드